# Тит Квинкций Криспин Сульпициан
Тит Кви́нкций Криспи́н Сульпициа́н (лат. Titus Quinctius Crispinus Sulpicianus; умер во 2 году до н. э. или позже) — государственный и политический деятель эпохи ранней Римской империи, ординарный консул 9 года до н. э.

## Биография

### Происхождение
Криспин происходил из патрицианского рода, однако, о его родителях ничего неизвестно. Возможно, по рождению он принадлежал к Сульпициям и был усыновлён человеком по имени Тит Квинкций Криспин, либо его родного отца звали Титом Квинкцием Криспином, а мать — Сульпицией.

### Политическая деятельность
О гражданской карьере Сульпициана известно немногое. В 18 году до н. э. он находился на посту монетного триумвира, а в 9 году до н. э. занимал должность ординарного консула вместе с пасынком императора Октавиана Августа, Децимом Клавдием Друзом. Во время своего консульства он обеспечил прохождение закона, названного его именем, в котором предусматривались штрафы за повреждение акведуков, а также участвовал в торжественном открытии Алтаря Мира на Марсовом поле.
Сульпициан был одним из любовников Юлии Старшей, поэтому во 2 году до н. э. он был либо отправлен Октавианом Августом в ссылку, либо казнён.

### Потомки
Возможно, приёмным сыном (либо братом) Тита Квинкция являлся консул-суффект 2 года Тит Квинкций Криспин Валериан.

## Оценки личности
По мнению римского историка Веллея Патеркула, Криспин скрывал «свою испорченность под личиной суровой надменности».